# Merrill's Marauders (film)
Merrill's Marauders is een Amerikaanse oorlogsfilm uit 1962 onder regie van Samuel Fuller. De film werd destijds uitgebracht onder de titel De rimboevechters van Birma.

## Verhaal
In 1942 zijn de Japanners in opmars in Birma. De Amerikaanse generaal Frank D. Merrill zet een tegenoffensief op touw om Japan terug te drijven. Zijn manschappen maken een gevaarlijke tocht door het oerwoud om de stad Walawbum te bereiken.

## Rolverdeling
| Acteur           | Personage                      |
| ---------------- | ------------------------------ |
| Jeff Chandler    | Generaal Frank D. Merrill      |
| Ty Hardin        | Luitenant Lee Stockton         |
| Peter Brown      | Bullseye                       |
| Andrew Duggan    | Kapitein Abraham Lewis Kolodny |
| Will Hutchins    | Chowhound                      |
| Claude Akins     | Sergeant Kolowicz              |
| Luz Valdez       | Birmees meisje                 |
| John Hoyt        | Generaal Joseph Stilwell       |
| Charlie Briggs   | Muley                          |
| Chuck Roberson   | Officier                       |
| Chuck Hayward    | Officier                       |
| Jack C. Williams | Arts                           |
| Chuck Hicks      | Korporaal Doskis               |
| Vaughan Wilson   | Bannister                      |
| Pancho Magalona  | Taggy                          |